# Roald Dahl
Roald Dahl (Llandaff, Cardiff, Wales, 13. rujna 1916. – Great Missenden, Buckinghamshire, 23. studenog 1990.), britanski književnik norveškog porijekla.
Iako je kao RAF-ovac ozlijeđen u II. svjetskom ratu, počeo je pisati o svojim zgodama u Saturday Evening Postu. Prvi njegov roman bio je „Gremlini“ (1943), napisan za Walta Disneyja te je iz njega nastao uspješan film. Nakon njega uslijedio je roman koji ga je proslavio, "Charlie i tvornica čokolade", ekraniziran dva puta: 1. put Willy Wonka and the Chocolate Factory (1971.) i 2. put Charlie i tvornica čokolade. Od romana za odrasle nalazimo „Someone like You“ i „Kiss, Kiss“. Uz Charlieja i tvornicu čokolade nalazimo i sljedeće romane: „Vještice“, „Matilda“, „BFG“ te „James and the giant peach“. Od knjiga mu je također ekranizirana „Matilda“ (1996.) knjiga o djevojčici koja ima nadnaravne sposobnosti. Napisao je scenarije za „You live only twice“, popularni film o najpoznatijem agentu na svijetu, agentu 007 u službi Njenog veličanstva i film Chitty Chitty Bang Bang (1968). Poznat je po suradnji s Engleskim ilustratorom Quentinom Blakeom čije ilustracije krase gotovo sva njegova izdanja. Preminuo je u Oxfordu.